# Thần Mặt Trời

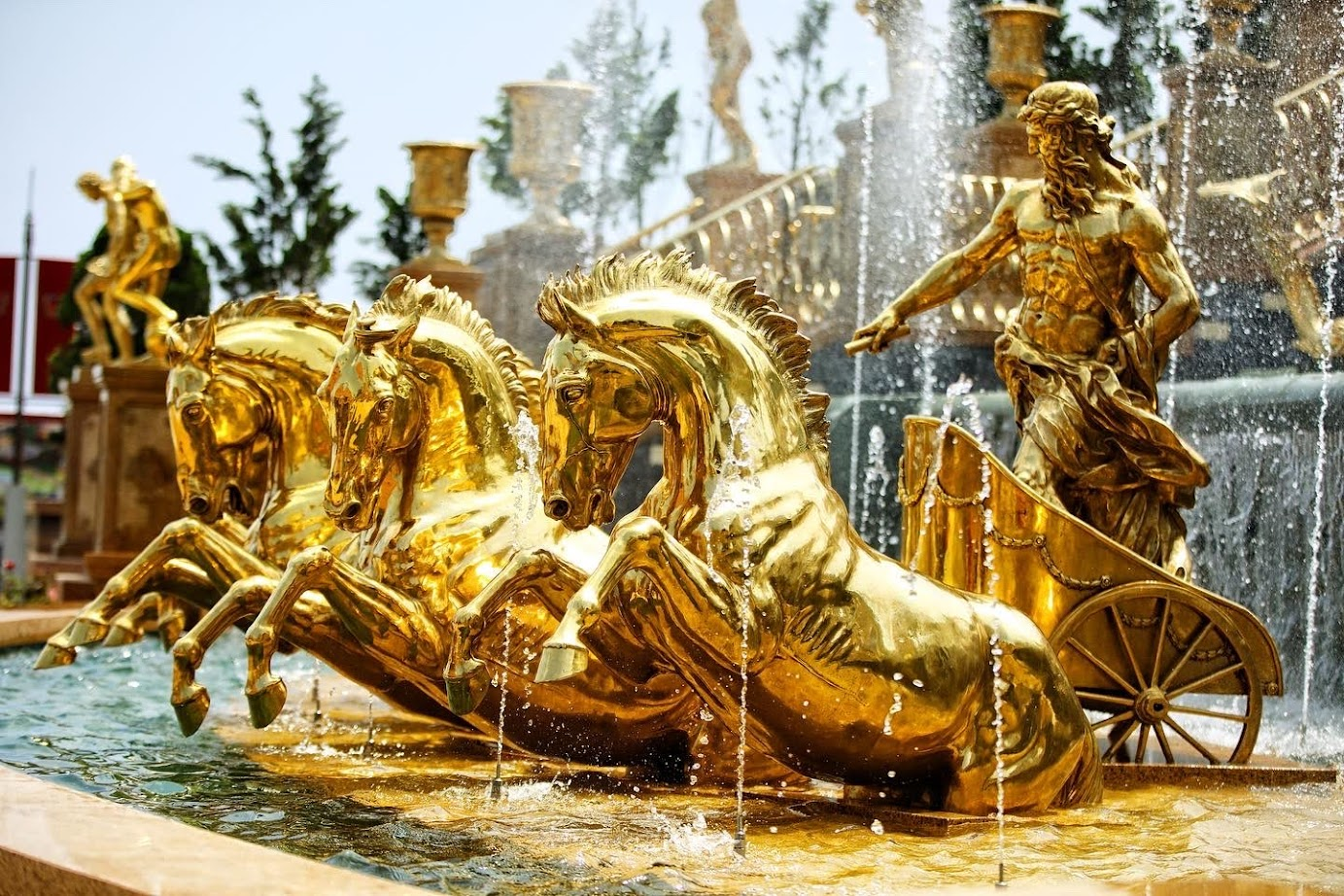
Tượng mạ vàng Thần Mặt trời trong thần thoại Hy Lạp-La Mã cưỡi cổ chiến xa tứ mã tại Khu du lịch Bà Nà Hills ở Đà Nẵng

Sự tôn thờ Thần Mặt Trời (cả nam thần và nữ thần) xuất hiện trong khá nhiều nền văn hóa của các dân tộc, sắc tộc khác nhau trên khắp các châu lục. Vị thần Mặt trời thường được khuôn mẫu là vị thần đứng đầu trong số các vị thần bầu trời các vị thần thời tiết và được thờ phượng theo tục thờ thiên thể. Thần mặt trời cũng có quan hệ với tục thờ lửa với yếu tố hoả tính rựa cháy.

## Ghi nhận

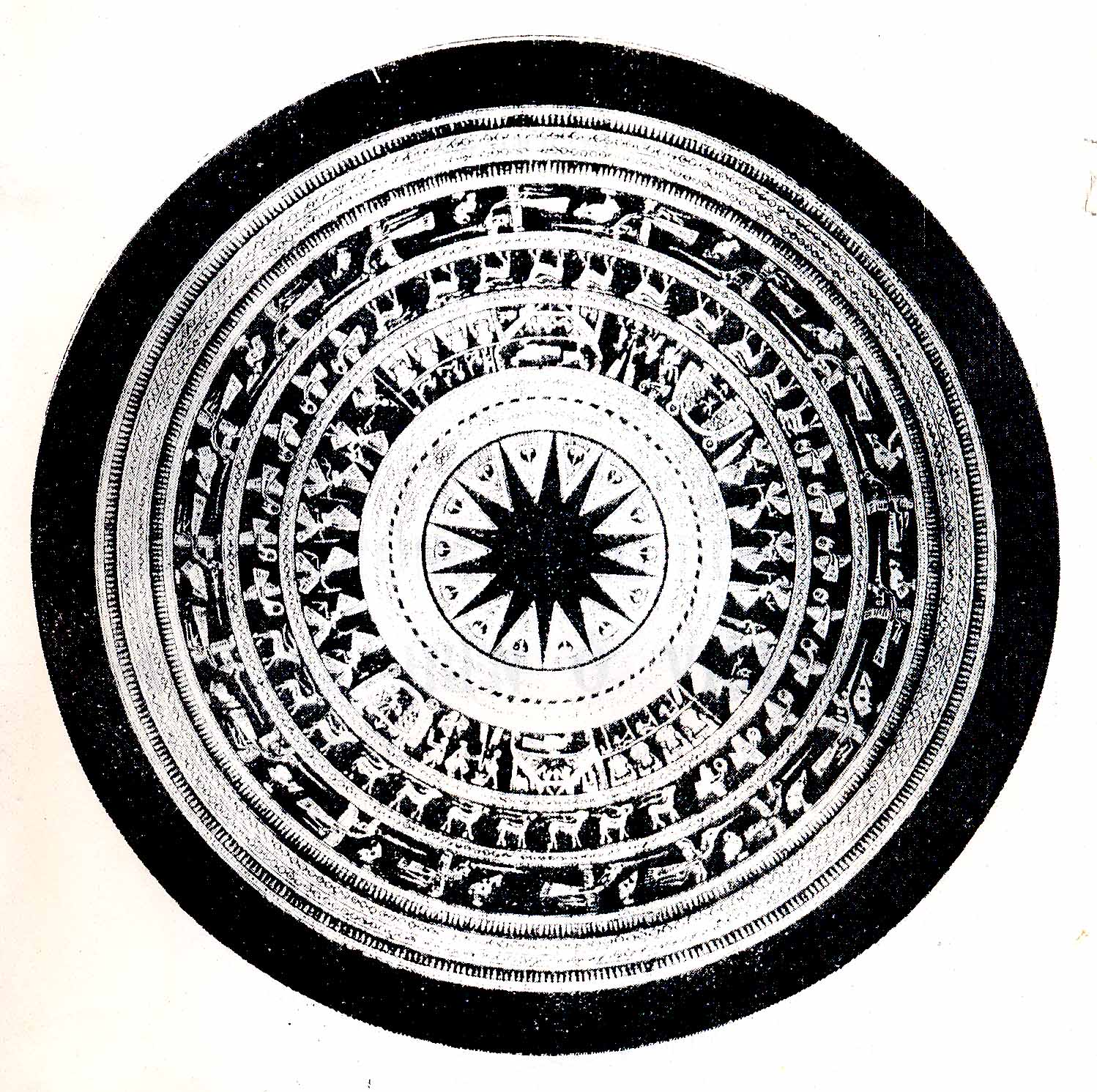
Hình ảnh Mặt Trời được trang trọng đặt ở giữa mặt trống đồng Ngọc Lũ I

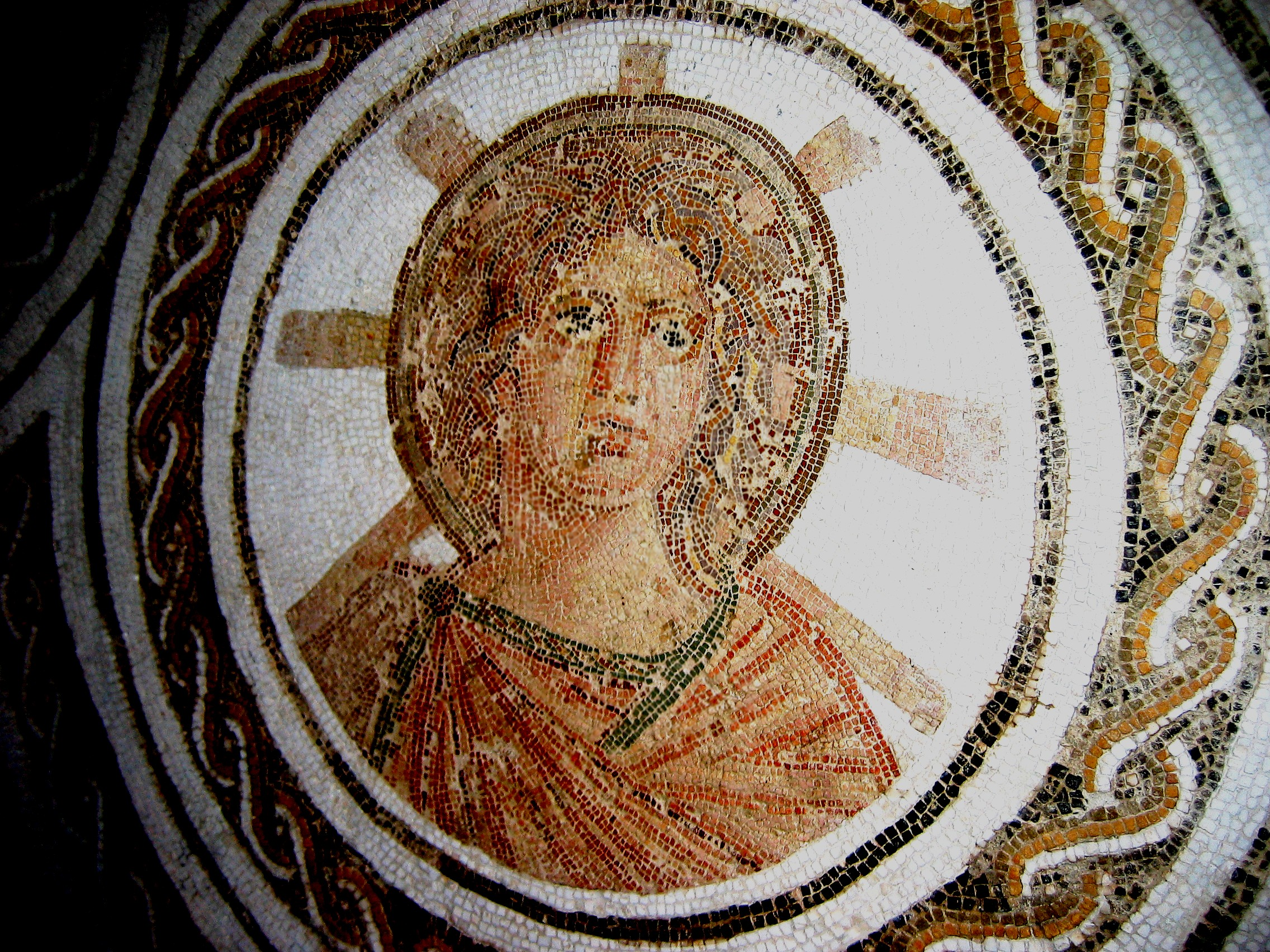
Thần Apollo

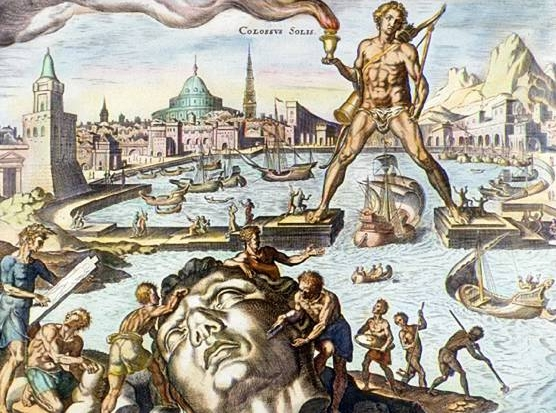
Tượng thần Mặt Trời Helios ở Rhodes

- Nữ thần Mặt trời Amaterasu: Nữ thần Mặt Trời của Nhật Bản, được người Nhật tôn thờ từ xưa đến nay. Vì vậy nên Nhật Bản được gọi là "đất nước Mặt Trời mọc" và có biểu tượng Mặt Trời trên quốc kỳ.
- Thần Apollo: vị thần của âm nhạc, thơ ca, nghệ thuật, dịch hạch, bắn cung của thần thoại Hy Lạp
- Thần Helios là vị thần mặt trời cưỡi cổ xe tứ mã trong thần thoại Hy Lạp.
- Thần Sol trong thần thoại La Mã.
- Dân tộc Êđê: Thần Yang Hruê (Giàng Hờ-rê)
- Dân tộc Dao: Thần Chang Lô Cô có mắt trái là Mặt Trời, mắt phải là Mặt Trăng
- Người Gia Rai: thần Yang Dai (Giàng Dai)
- Người M'Nông: Thần Yang Nar, Yang TNghe, Yang Măt.[1]
- Mặt Trời tháng Năm là biểu tượng mặt trời trên quốc huy của Argentina, Uruguay